# Victor Salva
Victor Ronald Salva (Martinez, 29 marzo 1958) è un regista, sceneggiatore e produttore cinematografico statunitense conosciuto per aver diretto film come Powder - Un incontro straordinario con un altro essere e la trilogia dedicata al serial killer Jeepers Creepers.

## Biografia
Salva nasce a Martinez, in California, in una modesta famiglia di religione cattolica. Il suo padre biologico abbandonò la famiglia quando il futuro regista non era che un bambino e Salva raccontò poi che il suo patrigno era un alcolizzato che spesso abusava di lui fisicamente. Quando dichiarò ai famigliari di essere omosessuale, fu diseredato e cacciato di casa.
Nel 1986 ha diretto il film horror a basso budget Something in the Basement, che ha attirato l'attenzione del regista Francis Ford Coppola, il quale nel 1989 ha prodotto il suo primo lungometraggio, Clownhouse, e molti film successivi.
Nel 1995 dirige Powder - Un incontro straordinario con un altro essere finanziato dalla Disney. La copertura mediatica successiva della storia criminale di Salva ha generato speculazioni sul perché la Disney avrebbe dovuto assumere un molestatore condannato. Questo ha portato la stessa Disney a non finanziare più il regista californiano fino a Rites of Passage del 1999.
Nel 2001 Salva scrive e dirige l'horror Jeepers Creepers - Il canto del diavolo che si rivela un successo al botteghino con quasi 60 milioni di dollari di incassi a fronte di un costo di 10 milioni di dollari. Il successo gli permette di dirigere il sequel Jeepers Creepers 2 - Il canto del diavolo 2 nel 2003. Nel 2006 dirige La forza del campione, tratto dal best seller autobiografico La via del guerriero di pace dello scrittore statunitense Dan Millman, che viene accolto da opinioni contrastanti.
Nel 2011, Salva gira Rosewood Lane, un thriller interpretato da Rose McGowan e Ray Wise, mentre nel 2014 gira Dark House.

## Vicende giudiziarie
Nel 1988, durante le riprese di Clownhouse, il regista si ritrovò al centro di un caso di molestie e abuso sessuale su minore: fu accusato di essersi approfittato del suo interprete protagonista, Nathan Forrest Winters, all'epoca dei fatti appena dodicenne, riprendendosi mentre abusava di lui. La polizia, perquisendo la sua abitazione, rinvenne inoltre svariate riviste e filmati pedopornografici.
Fu giudicato colpevole per abuso sessuale su minore e per detenzione e produzione di materiale pedopornografico, ricevendo inizialmente una condanna a tre anni presso un carcere statale, di cui però ne scontò quindici mesi soltanto, venendo perciò rilasciato sulla parola e sottoposto ad un regime di sorveglianza speciale, conclusosi definitivamente nel 1992.
Ritiratosi dunque dalla macchina da presa a causa dello scandalo, Salva si guadagnò da vivere come fattorino e televenditore, pur continuando a scrivere e spedire delle sceneggiature a diversi produttori nella speranza poi di rientrare nel giro. Divenne poi oggetto di una lunga serie di strascichi e polemiche non appena riprese la carriera, come quando dovette fronteggiare un'aspra campagna di boicottaggio per il suo film Powder - Un incontro straordinario con un altro essere nel 1995.

## Filmografia

### Regista
- Something in the Basement (1986) - cortometraggio
- Clownhouse (1989)
- Bad Company (The Nature of the Beast) (1995)
- Powder - Un incontro straordinario con un altro essere (Powder) (1995)
- Rites of Passage (1999)
- Jeepers Creepers - Il canto del diavolo (Jeepers Creepers) (2001)
- Jeepers Creepers 2 - Il canto del diavolo 2 (Jeepers Creepers II) (2003)
- La forza del campione (Peaceful Warrior) (2006)
- Rosewood Lane (2011)
- Dark House (2014)
- Jeepers Creepers 3 (2017)

### Sceneggiatore
- Something in the Basement (1986)
- Clownhouse (1989)
- Bad Company (The Nature of the Beast) (1994)
- Powder - Un incontro straordinario con un altro essere (Powder) (1995)
- Rites of Passage (1999)
- Jeepers Creepers - Il canto del diavolo (Jeepers Creepers) (2001)
- Jeepers Creepers 2 - Il canto del diavolo 2 (Jeepers Creepers II) (2003)
- Rosewood Lane (2011)
- Dark House (2014)
- Jeepers Creepers 3 (2017)

### Produttore
- Something in the Basement (1986)
- Clownhouse (1989)
- Rosewood Lane (2011)
- Dark House (2014)

### Attore
- Clownhouse (1989) - non accreditato
- Bad Company (The Nature of the Beast) (1994) - non accreditato
- Rites of Passage (1999) - non accreditato
- Jeepers Creepers - Il canto del diavolo (Jeepers Creepers) (2001) - non accreditato